# José Luís Zarraluqui Urrestarazín
José Luís Zarraluqui Urrestarazín és un pintor nascut a Madrid el 1926. De molt jove s'establí a Barcelona, on estudià a l'Escola de Belles Arts. El 1952 va participar en l'Exposició Nacional de Belles Arts de Madrid i l'any següent a la Sala Angos de Barcelona va fer una exposició de la seva obra individual. El 1959 es va incorporar al grup 'Artistes del Mediterrani', exposant a Màlaga, Conca, Castelló, i Sitges entre altres localitats. La seva obra s'ha exposat a Copenhaguen (Dinamarca) i als Estats Units, on continuen exposats alguns dels seus quadres.